# Egialeo (hijo de Adrasto)
Egialeo, en la mitología griega, fue el hijo mayor de Adrasto, rey de Argos y de Anfitea o Demonasa.  Egialeo fue identificado como uno de los Epígonos, que vengó el desastroso ataque de sus padres a la ciudad de Tebas para terminar volviendo a tomar la ciudad.
Mientras su padre fue el único de los Siete contra Tebas que no murió en la batalla, Egialeo fue el único de los jefes argivos de los Epígonos que murió cuando volvieron a tomar la ciudad. Laodamante, hijo de Eteocles, lo mató en Glisante y fue enterrado en Pegas en Megáride. Adrasto murió de pena después de la muerte de su hijo y Diomedes, nieto de Adrasto por su hija Deipile, le sucedió. El hijo de Egialeo, Cianippo, asumió el trono tras el exilio de Diomedes.